# Санаин (мост)
Мост Санаин (арм. Սանահինի կամուրջ) — средневековый каменный арочный мост через реку Дебед в городе Алаверди, один из древнейших в Армении. Сооружён в 1192 году мацнабердской княгиней Наной Кюрикян, сестрой Иване Закаряна, в память о её безвременно усопшем муже Аббасе Багратуни.
Однопролётный мост построен в узкой части ущелья реки Дебед на дороге, ведущей из Алаверди к монастырю Санаин. Он возведён из крупных блоков тёсаного базальта на известковом растворе. Длина моста — 60 метров, ширина около 3 метров, длина полукруглого арочного пролёта — 18,6 метров. Мост Санаин отличается ярко выраженной несимметричной формой. С низкого левого (северного) берега Дебеда его ступени круто поднимается до щелыги, в южной же половине мостовая горизонтальна. Мост здесь опирается на скальный выступ высокого правого берега и переходит в лестницу, ведущую далее вверх по склону. На широких парапетах моста Санаин с четырёх сторон можно увидеть каменные изваяния львов, оберегающих путников.
До начала XX века мост Санаин оставался единственным в Алаверди переходом на другой берег Дебеда. В 1929 году реставрацией и укреплением моста занимался знаменитый строитель Еревана Александр Таманян. С 2000 года мост включён в Список объектов всемирного наследия ЮНЕСКО в составе объекта «Монастыри Ахпат и Санаин».